# André Olbrich
André Olbrich (Düsseldorf, Alemania, 3 de mayo de 1967) es el guitarra solista de la banda de Power metal alemán Blind Guardian. Junto con el vocalista Hansi Kürsch, André es el fundador y el más importante compositor de canciones del grupo.
Olbrich fue colocado en el puesto #76 de 100 en la lista de “Los guitarristas de heavy metal más grandes de todos los tiempos” de Guitar World.

## Personal
Olbrich tiene una esposa griega y dos hijos. Fue un amigo de la escuela de Hansi Kürsch's. Es conocido por ser sociable con sus fanes, a menudo charlando con ellos después de los conciertos. 
Entre los libros favoritos de Olbrich se encuentran El Señor de los Anillos y El Silmarillion, ambos escritos por J. R. R. Tolkien; él ha dicho que su sueño es crear una ópera rock orquestal para estas obras épicas. Sus juegos favoritos son Baldur's Gate II y World of Warcraft.

## Profesional
Sus 3 bandas favoritas son Judas Priest, Metallica y Black Sabbath, por las cuales está influido. Creó una innovadora técnica compositiva consistente en llenar las canciones con melodías de guitarra eléctrica, logrando un efecto que se complementa con las melodías vocales de Hansi Kursch. Su habilidad le ha logrado ganarse el puesto n.º 76 de "Los mejores guitarristas de Metal" de la revista Guitar World. También ha sido colocado en el puesto #64 en la lista Los 100 mejores guitarristas de metal de Joel McIver. Admira a diversos guitarristas (especialmente a Jeff Hanneman de Slayer).

### Equipamiento
Equipamiento de André
- ESP Guitars Original Series Horizon Custom

1. Cuerpo: Aliso
2. Mástil: Maple (Neck-thru)
3. Micrófonos: 2x EMG 81
4. Floyd Rose Tremolo System
5. 24 Jumbo Frets
6. Clavijero original Jackson

- ESP Guitars Original Series M-II Neck Thru

1. Cuerpo: Aliso con tapa de maple
2. Mástil: Maple (Neck-thru)
3. Micrófonos: 1x EMG 81 (puente) 1x EMG SA (mástil)
4. Floyd Rose Tremolo System
5. 24 Jumbo Frets

- ESP Guitars Original Series Explorer Custom

1. Cuerpo: Caoba
2. Mástil: Maple (Neck-thru)
3. Micrófonos: 2x EMG 81
4. Floyd Rose Tremolo System
5. 24 Jumbo Frets

- Ovation Guitar Legend

1. Cuerdas: D'Addario.010 -.046
2. Púas: Jim Dunlop Nylon 1 MM
3. Amplificador: Engl Straight
4. Gabinetes: 2x Marshall 1960 ( A & B )

- Amplificadores

Olbrich es conocido por usar amplificadores Marshall para sus riffs distorsionados:
1. Marshall JCM 900 Dual Reverb
2. Marshall TSL 60 (Triple Super Lead)
3. Marshall cabinets 4x12 (con parlantes Celestion V30)

- Efectos

1. ENGL savage
2. Acondicionadór de energía Furman
3. Shure LX Wireless System
4. Rocktron Patchmate
5. Yamaha SPX 990
6. Ibanez Tubescreamer
7. Hughes & Kettner "Red Box" Pro
8. Morley Power Wah
9. Dunlop crybaby 535q (usado en el tour de A Twist In The Myth)
10. Boss AC2 simulador acústico